# Pinch runner
Pinch runner (PR, pr) – w baseballu: zawodnik rezerwowy wchodzący za biegacza zajmującego jedną z baz.
Pinch runner zajmuje na liście odbijania miejsce gracza zastępowanego, który nie ma prawa wrócić do gry. Pinch runner może kontynuować grę w kolejnych zmianach (odbijając, grając w obronie) lub zostać zastąpionym w każdym momencie meczu przez innego pinch runnera, pinch hittera czy rezerwowego (w obronie).
Wprowadzany jest do gry zazwyczaj, by dzięki swojej szybkości zwiększyć szansę na skradzenie lub dotarcie do którejś z baz (i w efekcie zdobycie punktu), a zastępowany biegacz, najczęściej dużo wolniejszy, tego nie gwarantuje. Może wejść na boisko również z innych powodów, np. kontuzji biegacza.
Zawodnik jest pinch runnerem tylko do końca swojego pobytu na bazach, co następuje w wyniku jego wyautowania, zdobycia punktu, wykluczenia przez sędziego, zastąpienia przez innego pinch runnera (rzadko spotykana sytuacja) lub końca zmiany. W praktyce, po wykonaniu zadania najczęściej jest zastępowany przez innego gracza i nie wraca już na boisko.
Jednym z najciekawszych przypadków dotyczących pozycji pinch runnera jest kariera Herba Washingtona, który w latach 1974-75 występował w Oakland Athletics, zdobywając nawet mistrzostwo MLB (1974). Washington był amatorem, który przed karierą w MLB nie grywał regularnie w baseball, ale był świetnym sprinterem, wielokrotnym mistrzem i rekordzistą NCAA. W 105 meczach, w jakich wystąpił, nigdy nie odbił piłki, nie zagrał w obronie i nie wykonał narzutu. Jego jedynym zadaniem była rola pinch runnera, która przyniosła mu 33 zdobyte punkty i 31 skradzionych baz (64,6% skuteczności).
Podobnym terminem, ale dotyczącym pałkarza, jest pinch hitter.